# Serravalle di Chienti
Serravalle di Chienti ist eine italienische Gemeinde (comune) in der Provinz Macerata in den Marken. 

## Geografie
Die Gemeinde hat 1036 Einwohnern (Stand 31. Dezember 2023) und liegt etwa 47,5 Kilometer südwestlich der Provinzhauptstadt Macerata. Die Regionalhauptstadt Ancona liegt etwa 75 Kilometer nordöstlich. Die Gemeinde gehört zur Comunità montana di Camerino und grenzt unmittelbar an die Provinz Perugia (Umbrien). Im Gemeindegebiet entspringt der Fluss Vigi, ein Zufluss der Nera bei Cerreto di Spoleto (Umbrien).
Zu den Nachbargemeinden gehören Camerino, Fiuminata, Foligno (PG), Monte Cavallo, Muccia, Nocera Umbra (PG), Pieve Torina, Sefro und Visso.

## Sehenswürdigkeiten
- Santa Lucia, Kirche im Hauptort aus dem 12./13. Jahrhundert[2], die zum Erzbistum Camerino-San Severino Marche gehört.

## Verkehr
Durch die Gemeinde führt die Strada Statale 77 della Val di Chienti von Foligno nach Civitanova Marche.